# Jüdischer Friedhof (Balve)

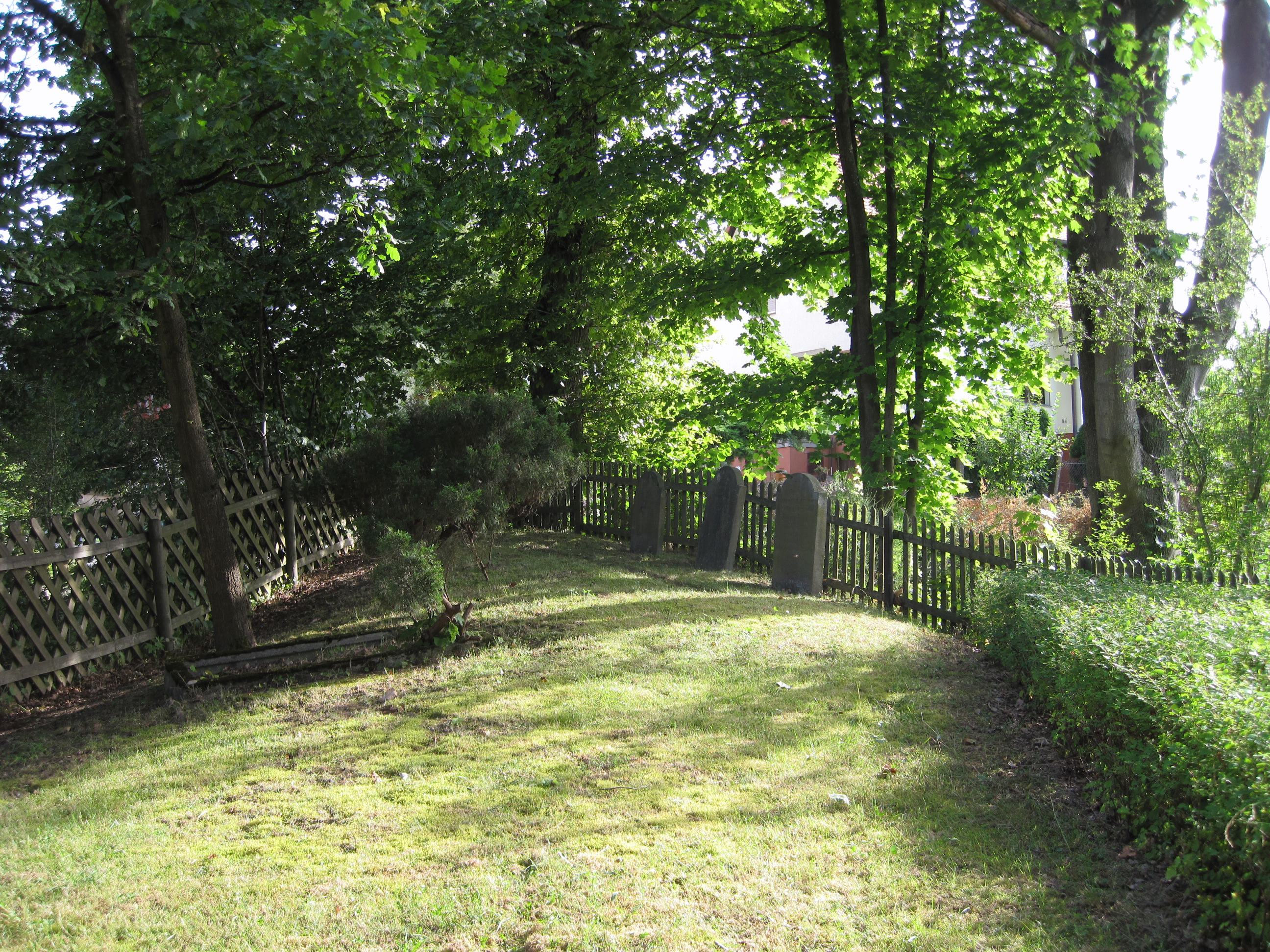
Jüdischer Friedhof in Balve

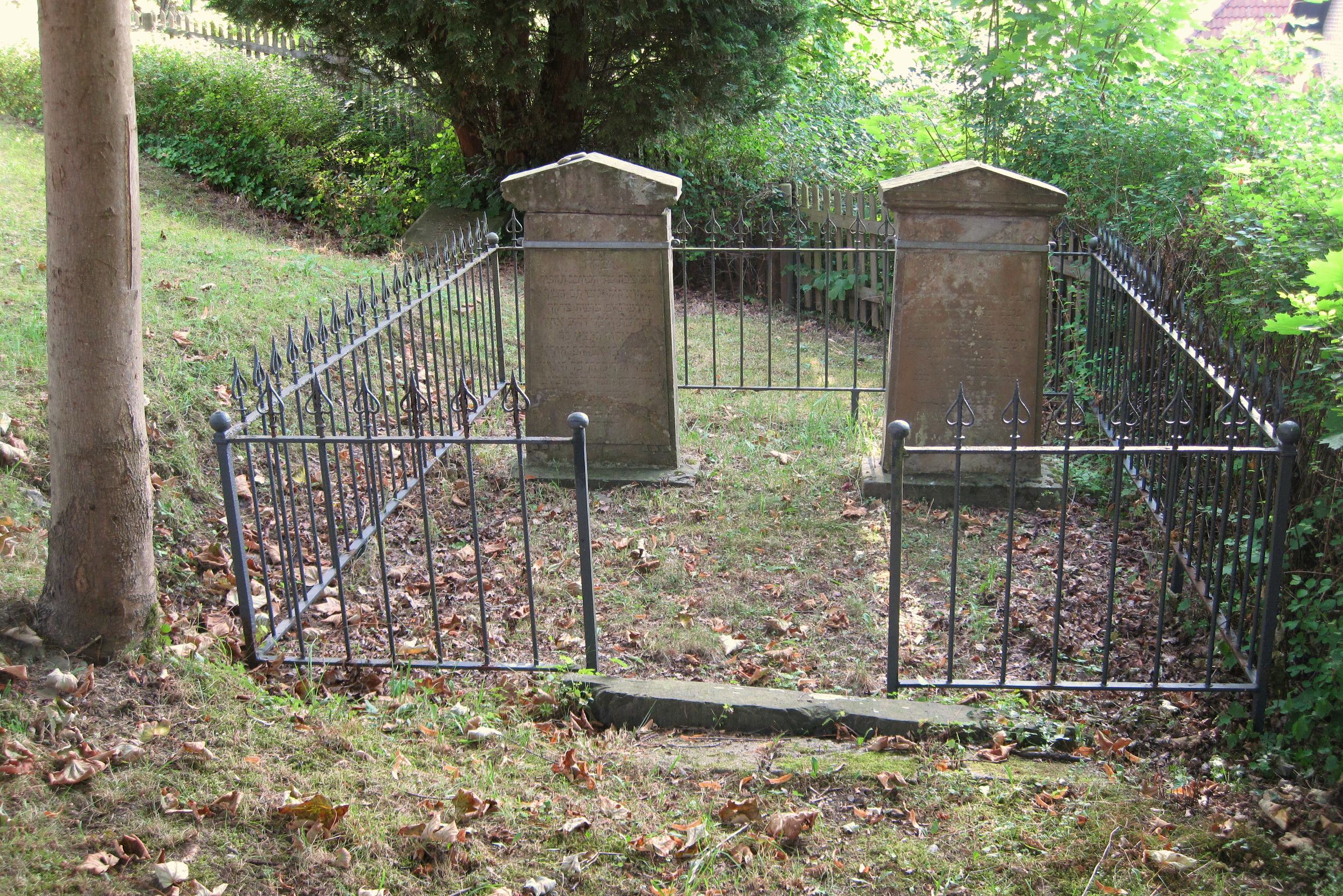
Zwei Grabsteine

Der Jüdische Friedhof Balve ist ein jüdischer Friedhof in der Stadt Balve im Märkischen Kreis. Er liegt an der Straße Dechant-Amecke-Weg.
Auf ihm befinden sich sechs Grabsteine. Er ist 394 m² groß.
Der Friedhof wurde in der Zeit um 1868 bis 1935 belegt. 1972 wurde dieser Begräbnisplatz von der katholischen Kirche gekauft.
Ein Vorgängerfriedhof wurde 1718 eröffnet, seine Lage ist unbekannt.